# Los treinta (telenovela)
Los treinta es una telenovela chilena estrenada en Televisión Nacional de Chile el 25 de abril de 2005 reemplazando a Ídolos y finalizada el 4 de agosto de ese mismo año, siendo sucedida por Entre medias en horario estelar. La telenovela gira alrededor a un grupo de amigos que enfrentan la denominada «crisis de los treinta años» que abarca su salud mental, la sexualidad, el alcoholismo, los conflictos propios de la edad y las diferentes formas de sobrevivir a vidas ajetreadas.
Es protagonizada por Francisco Melo, Alejandra Fosalba, Sigrid Alegría, Álvaro Espinoza y Katyna Huberman. Los treinta obtuvo altas cifras de audiencia y su final marcó un promedio de 30,7 puntos de rating. Asimismo recibió varios galardones como el Premio Wikén a la «Mejor producción dramática del año» y fue adaptada en Portugal, Rusia y Venezuela.

## Argumento
Los Treinta es la historia de cuatro matrimonios treintañeros: Diana (Alejandra Fosalba) y Fernando (Francisco Melo) con su amante Thelma (Katyna Huberman), Paulo (Álvaro Espinoza) y Simona (Luz Valdivieso); Adriano (Andrés Velasco) y Leticia (Sigrid Alegría); Bárbara (Claudia Pérez) y Andrés (Claudio Arredondo). Todos forman un grupo de amigos muy unido, tanto así que los cuatro hombres comparten la propiedad de “El Aire”, un moderno restaurante manejado por Paulo. Todos llevan sus vidas con normalidad, pero los problemas no faltan: el dinero, la rutina, el exitismo, los celos, la infidelidad, la falta de deseo, las deudas, la competencia, el exceso de trabajo, la escasez de tiempo, el estrés y el consumismo.
La historia arranca cuando los amigos se aprestan a celebrar el séptimo aniversario de matrimonio de Paulo y Simona, la que parece ser la pareja perfecta. Pero la celebración se interrumpe cuando ellos anuncian su separación, cosa que inevitablemente afecta al grupo y los lleva a cuestionarse sus propias relaciones, sobre todo cuando se enteran de que Simona decide alejarse del hogar y deja a Paulo al cuidado de su pequeño hijo Nicolás. Un matrimonio, una familia, un hogar y la estabilidad completa de una vida puede quebrarse rápidamente por un corto circuito. Todos los amigos comenzarán a experimentar y a comprender lo frágiles que pueden ser sus propias relaciones.

## Reparto

### Principales
- Francisco Melo como Fernando Hidalgo
- Alejandra Fosalba como Diana Ramis
- Álvaro Espinoza como Paulo Toledo
- Sigrid Alegría como Leticia Lira
- Claudio Arredondo como Andrés Barraza
- Luz Valdivieso como Simona Bórquez
- Andrés Velasco como Adriano San Martín
- Claudia Pérez como Bárbara Busquets
- Katyna Huberman como Thelma Varela
- Malucha Pinto como Gloria Etchegaray
- Adela Secall como Martina Simonetti
- Juan José Gurruchaga como Benito Lorca
- Cristián Riquelme como Rodrigo Matus
- Pablo Cerda como Bruno De Negri
- Isabel Ruiz como Berta Simonetti
- Nicolás Sanhueza como Nicolás Toledo
- Constanza Martínez como Constanza San Martín

### Recurrentes e invitados especiales
- Delfina Guzmán como Regina Téllez
- Willy Semler como Javier Alcalde
- Catalina Guerra como Karen Irigoyen
- Erto Pantoja como Omar Ratzenberg
- Pablo Striano como psiquiatra

## Recepción
Los treinta obtuvo durante su periodo de emisión una audiencia promedio de 22,5 puntos de rating, mientras que en su final alcanzó 30,7 puntos y un peak de 38 puntos. Durante su emisión fue criticada por actores y telespectadores debido a las escenas explícitas. Una de las medidas que tomó Televisión Nacional fue bloquear la transmisión de la telenovela en Isla de Pascua debido a la diferencia horaria, ya que era transmitida a las 20:00 horas. En su lugar, se reprogramó una repetición más tarde.

## Banda sonora
En junio de 2005 se lanzó la banda sonora de Los treinta en formato de dos discos compactos. El compilado de música latina fue distribuido por Universal Music y el otro con música en inglés por EMI Music.
«Los treinta anglo»
1. Duran Duran - The Reflex
2. J. Geils Band - Centerfold
3. Robbie Nevil - C'est La Vie
4. Billy Squier - Rock Me Tonight
5. Blondie - The Tide Is High
6. Naked Eyes - Promises, Promises
7. The Motels - Only The Lonely
8. Corey Hart - Never Surrender
9. Danny Wilson - Mary's Prayer
10. Glass Tiger - Don't Forget Me (When I'm Gone)
11. Katrina & The Waves - Walking on Sunshine
12. Culture Club - Miss Me
13. Sheena Easton - Morning Train
14. Johnny Hates Jazz - Shattered Dreams
15. Power Station - Some Like It Hot
16. Pat Benatar - Love Is A Battlefield
17. Cutting Crew - (I Just) Died In Your Arms Tonight
18. Missing Persons - Destination Unknown
19. Paul Carrack - Don't Shed A Tear
20. Tracy Chapman - Fast Car
21. Pink Floyd - Coming Back To Life

«Los treinta éxitos latinos de los 80's»
1. Charly García - Demoliendo hoteles
2. Los abuelos de la nada - Mil horas (en vivo)
3. Valija Diplomática - Mi vida vale más
4. Divina Gloria - Desnudita es mejor
5. Aparato Raro - Calibraciones
6. Fabiana Cantilo - Detectives
7. Sumo - NextWeek
8. Los Enanitos Verdes - Sólo dame otra oportunidad (en vivo)
9. Emociones clandestinas - Un nuevo baile
10. GIT - No hieras mi corazón
11. UPA - Cuando vuelvas
12. Alejandro Lerner - No hace falta que me digas
13. Celeste Carballo - Es la vida que me alcanza
14. Cinema - Tom y Jerry
15. Los Fabulosos Cadillacs - Tus tontas trampas
16. Viudas e hijas del Roque Enroll - Sólo nos quieren para eso
17. Nito Mestre - Canción para mi muerte
18. Suéter - Elefantes en el techo

## Premios y nominaciones
- Premio Wikén (2005) - Mejor producción del año
- Nominación: Premio Copihue de Oro (2005) - Mejor actriz: Sigrid Alegría
- Nominación: Premio Copihue de Oro (2005) - Mejor actor: Francisco Melo
- Premio APES (2005) - Mejor actriz en miniserie: Katyna Huberman
- Nominación: Premio TV Grama (2005): Mejor teleserie
- Nominación: Premio APES (2005) - Mejor actor en miniserie: Claudio Arredondo
- Nominación: Premio APES (2005) - Mejor producción dramática
- Premio Altazor (2006) - Mejor actriz de televisión: Sigrid Alegría
- Nominación: Premio Altazor (2006) - Mejor actor de televisión: Francisco Melo
- Premio Fotech (2005) - Mejor actor: Francisco Melo
- Premio Fotech (2005) - Mejor actriz de reparto: Katyna Huberman
- Premio Fotech (2005) - Mejor dirección: María Eugenia Rencoret
- Premio Fotech (2005) - Mejor guion
- Nominación: Premio Fotech (2005) - Mejor teleserie

## Emisión internacional
- Ecuador: Ecuavisa.
- Estados Unidos: Pasiones.
- El Salvador: Canal 12.
- Panamá: TVO.
- Portugal: SIC.
- Rumania: Zone Romántica.
- Uruguay: Canal 10.

## Adaptaciones
- Jura: Adaptación portuguesa emitida desde el 18 de septiembre de 2006 hasta el 16 de febrero de 2007 por SIC. Es protagonizada por Ana Bola, Rogério Samora, Pêpê Rapazote y Carla Chambel.[6]
- Tridcatiletnie (en cirílico: Тридцатилетние): Adaptación rusa producida por A Media y transmitida por la cadena STS en 2007. Es protagonizada por Ekaterina Yudina, Kirill Grebenshchikov, Natalia Lukeicheva y Mijaíl Klyushkin.
- Dulce amargo: Adaptación venezolana emitida por Televen, en coproducción con Cadena Tres de México y Telemundo de Estados Unidos, desde el 31 de octubre del 2012 hasta el 2 de abril de 2013. Es protagonizada por Erick Hayser y Scarlet Ortiz. Dulce amargo es una de las telenovelas más vistas de Venezuela con audiencia histórica en su estreno que alcanzó un 46,2% de share.[7]